# Maison-forte de Louvigny
La maison-forte de Louvigny est un édifice situé dans la commune française de Louvigny, en Moselle.

## Histoire
Cette construction a souffert des attaques du duc René I en 1444 et surtout de René II en 1490 en guerre contre la cité Messine. Le retour d'une paix relative à partir de 1520 pousse les maîtres des lieux à bâtir une résidence qui conciliait le souci de la défense et le goût d'une demeure influencée par la Renaissance.
En 1590, la maison forte subit une dernière série d'attaque mais reste dans les mains de la famille Semeuze jusqu'en 1715 sans subir les conséquences de la Guerre de Trente Ans. Rachetée par les Faure de Fayolle, elle fut habitée jusqu'en 1914.
Incendiée en 1914, et proche de la ligne de front, elle est choisie par l'armée allemande comme poste de commandement. Les travaux sont réalisés par la 9ème compagnie du 68ème Régiment d'infanterie de la Landwehr comme l'atteste l'inscription placée dans le cartouche au-dessus de la porte. Ils consistent à installer un blockhaus dans le fossé ouest puis un second dans la cour intérieure. L'aile nord fut entièrement reconstruite de l'intérieur. On y édifie trois niveaux en béton accessibles par un escalier depuis la cour. Tandis que la tour nord-est est aménagée en chambre pour officier avec poêle et murs peints. L'édifice subit des dégâts en 1914 puis lors des combats de septembre 1944.
Abandonné à partir de la Libération, il bénéficie de travaux de restauration et de mise en valeur entre 1990 et 2000.
La maison-forte est inscrite au titre des monuments historiques par arrêté du 2 novembre 1994.

## Description
Situé au nord-ouest du village en terrain plat, la maison-forte est une construction quadrangulaire irrégulière : les côtés ouest et sud sont dissymétriques. Un fossé l'entourait sur les quatre côtés. La construction présente une grande homogénéité stylistique. Les murs présentent un parement en moellons régulier. Des parties de mur ont conservé leur crépi à la chaux. Les encadrements de baies sont réalisés en pierre de couleur ocre provenant des carrières de Jaumont.
L'édifice conserve un plan ramassé, avec de hautes courtines percées de petites fenêtres. Le flanquement est assuré par trois tours circulaires et un angle arrondi au nord-ouest équipés de canonnières à la française. La tour sud-est est enveloppée par une seconde tour selon un dispositif inhabituel en Lorraine. Les murs de courtines servaient d'appui aux corps de logis disposés autour d'une cour centrale. Au XVIIIe siècle, on y perça de grandes fenêtres rectangulaires pour améliorer le confort.
L'accès se fait par l'angle nord-est. La porte charretière avec son arc en plein cintre est surmontée d'un cartouche portant l'inscription 1536 sur le cadre supérieur. L'intérieur fut remplacé par une inscription allemande en 1916. À gauche, la porte piétonne conserve la trace du pont mobile qui se logeait dans une feuillure. C'est là, qu'en remploi, est placé le double médaillon représentant le couple qui fit construire l'édifice : Claudine de Gournay et Christophe d'Orgeault vers 1536.